# آی‌یو ارابه‌ران

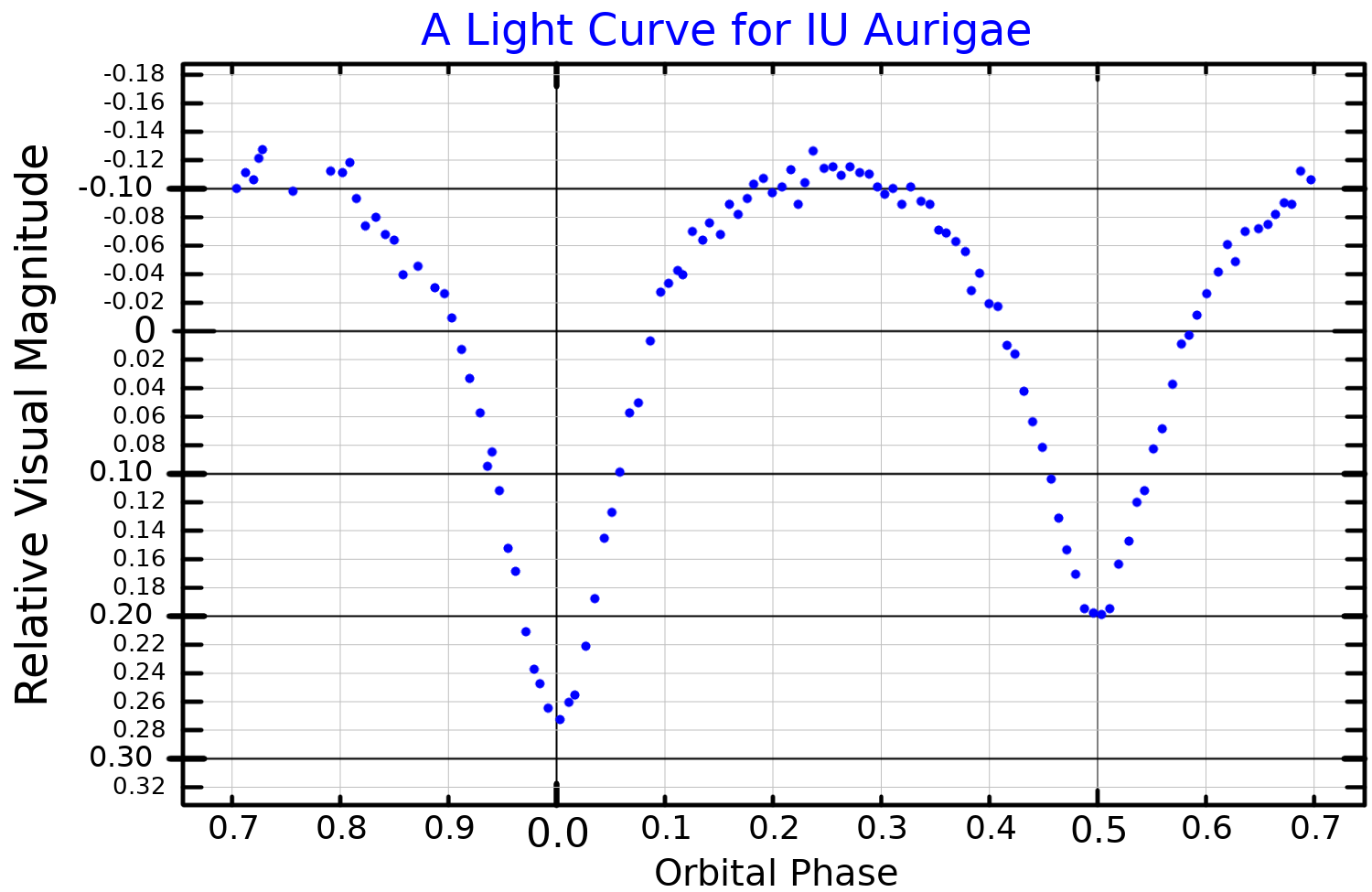
جدول منحنی نور برای ای یو ارابه ران

آی‌یو ارابه‌ران یک ستاره است که در صورت فلکی ارابه‌ران قرار دارد.